# Coppa di Slovacchia di pallacanestro maschile
La Coppa di Slovacchia (slovacco: Slovenský pohár) di pallacanestro è un trofeo nazionale slovacco organizzato annualmente dal 1996.

## Albo d'oro
- 1996  Inter Bratislava
- 1997  Pezinok
- 1998  Chemosvit
- 1999  Pezinok
- 2000  Pezinok
- 2001  Chemosvit
- 2002  Pezinok
- 2003  Inter Bratislava
- 2004  Chemosvit
- 2005  Chemosvit
- 2006  Spišská Nová Ves
- 2007  ESO Lučenec
- 2008  Pezinok
- 2009  Pezinok
- 2010  Pezinok
- 2011 non disputata
- 2012  SPU Nitra
- 2013  Komárno
- 2014  Iskra Svit
- 2015  Inter Bratislava
- 2016  Inter Bratislava
- 2017  Slávia TU Košice
- 2018  Slávia TU Košice
- 2019  Patrioti Levice
- 2020  Prievidza
- 2021  Spišská Nová Ves
- 2022  ESO Lučenec
- 2023  Iskra Svit
- 2024  Patrioti Levice

## Vittorie per club
| Squadra          | Vittorie | Anni                                     |
| ---------------- | -------- | ---------------------------------------- |
| Pezinok          | 7        | 1997, 1999, 2000, 2002, 2008, 2009, 2010 |
| Iskra Svit       | 6        | 1998, 2001, 2004, 2005, 2014, 2023       |
| Inter Bratislava | 4        | 1996, 2003, 2015, 2016                   |
| Patrioti Levice  | 2        | 2019, 2024                               |
| Slávia TU Košice | 2        | 2017, 2018                               |
| Spišská Nová Ves | 2        | 2006, 2021                               |
| ESO Lučenec      | 2        | 2007, 2022                               |
| Prievidza        | 1        | 2020                                     |
| Komárno          | 1        | 2013                                     |
| SPU Nitra        | 1        | 2012                                     |